# 佐藤岬
佐藤 岬（さとう みさき、1998年9月11日 - ）は、宮城県出身のプロサッカー選手。Kリーグ2・天安シティFC所属。ポジションはフォワード（ウイング）または攻撃的ミッドフィールダー。

## クラブ歴
仙台商業高校から拓殖大学に進学。
2021年にモンテネグロ・1.CFL（1部）のOFKペトロヴァツと契約し、プロ選手としてデビュー。
2022年2月、リトアニア・Aリーガ（1部）のFCヘゲルマンに加入。
2023年8月、オーストリア・2. ブンデスリーガ（2部）のFCドルンビルン1913に加入。
2024年2月、リトアニア・AリーガのFKトランスインヴェストに加入することが発表された。
2025年1月21日、韓国・Kリーグ2の忠南牙山FCに加入。
2025年7月11日、天安シティFCに2025年シーズン終了までの期限付き移籍で加入。